# Palacio de Saldaña
El palacio de Saldaña, antiguamente conocido como palacete del marqués de Hijosa de Álava, es un inmueble de la ciudad española de Madrid, situado entre las calles de Ortega y Gasset y Castelló. Ubicado en el barrio de Castellana, fue construido en 1903 bajo las órdenes del arquitecto Joaquín Saldaña y López. 

## Historia
El edificio sirvió originalmente como vivienda para los marqueses de Hijosa de Álava. Se ejecutó siguiendo las líneas neobarrocas francesas habituales en la producción del arquitecto que le da su nombre.
En 1913, se amplió mediante un pabellón independiente de dos pisos obra de José Espelius, cuyo lugar ocupan ahora viviendas.
Vendido y comprado en varias ocasiones, fue sede del Tribunal Tutelar de Menores hasta que en 1977 sufre un atentado obra del grupo Movimiento Internacional Antifascista Español. Dicho atentado afectó a este edificio y al Palacio de Justicia, perdiendo por tanto su uso institucional. Fue reformado a principios de los años 2000 por las hermanas Cassinello, y desde entonces alberga actos sociales y eventos culturales o empresariales.
A mediados de los años 2000, el palacio apareció en la prensa tras haber sido comprado por una sociedad relacionada con el Caso Malaya.